# Кайри Ървинг
Кайри Ървинг (на английски: Kyrie Irving) е американски професионален баскетболист, играещ за отбора на Далас Маверикс. Роден е в Мелбърн, Австралия, но израства в Западен Ориндж, Ню Джърси.
Ървинг играе в баскетболния отбор на Университета Дюк преди да бъде избран като първи избор в драфта на НБА от отбора на Кливланд Кавалиърс през 2011 година. Като част от НБА Ървинг е избран за най-добър млад играч през сезон 2011-12 и най-полезен играч (MVP) в мача на звездите през 2014 година.
Ървинг е част от Националния отбор по баскетбол на САЩ за световното първенство през 2014 година. Той е с основен принос отборът да спечели златните медали като е избран и за най-добър играч (MVP) на турнира. Той участва във всичките 9 мача на отбора си като вкарва средно 12.1 точки на мач и прави по 3.6 асистенции. Във финалния мач отбелязва 26 точки.